# Prison La Farera
La prison La Farera est un établissement pénitentiaire situé à Lugano dans le canton du Tessin. Mise en service en 2006 pour compléter le pénitencier de la Stampa, la prison est destinée à la détention préventive - y compris des mineurs - ainsi qu'à la détention des femmes (détention préventive ou courte peine). L'établissement est mitoyen du pénitencier de la Stampa et constitue avec lui le complexe carcéral tessinois.

## Présentation
La prison La Farera est située à Lugano (Tessin), à côté du pénitencier La Stampa,. Elle constitue avec celui-ci un complexe carcéral intégré : la direction des deux établissements est commune et les ressources sont mutualisées.
La prison La Farera accueille des détenus en détention préventive (hommes, femmes et mineurs) et des femmes condamnées à des courtes peines.
La prison est également utilisée comme lieu de détention en vue d'expulsions. Cette mission, régulièrement critiquée par diverses associations et provoque parfois des manifestations de protestation contre un renvoi devant l'établissement,.
La prison dispose de 55 cellules, ce qui lui confère une capacité d'accueil de 88 personnes incarcérées. En 2020, elle comptait 71 places pour la détention préventive des hommes, 8 places de détention pour les femmes et 5 places de détention pour les mineurs,.

## Histoire
La prison La Farera a été mise en service en 2006, dans le cadre de la création d'un complexe carcéral et d'une réorganisation du service pénitentiaire tessinois,. Les secteurs dédiés à la détention préventive et à la détention des femmes, initialement hébergés au sein du pénitencier de la Stampa, ont été transférés au sein de la prison à cette occasion.
À la suite du suicide d'un détenu fin 2017, les conditions de détention de la prison sont critiquées par des personnalités politiques et des avocats. Les critiques se focalisent sur la dureté de l'isolement subi par les détenus ainsi que sur le manque d'activités (travail et loisirs notamment) permettant de sortir de l'espace cellulaire, particulièrement pour des personnes qui ne sont pas condamnées et bénéficient de la présomption d'innocence.
À la fin de l'année 2018, les responsables du service pénitentiaire indiquent que des investissements vont être entrepris au pénitencier La Stampa et à la prison La Farera afin d'améliorer la sécurité des télécommunications. Un équipement devrait ainsi permettre de détecter les téléphones mobiles en cellule et le système téléphonique sera modernisé, notamment pour améliorer la gestion de l'écoute des conversations par les autorités judiciaires dans le cadre de leurs instructions[Passage à actualiser].
Constatant l'augmentation du nombre de femmes en détention dans la seconde moitié des années 2010, les autorités tessinoises indiquent en 2018 envisager la création d'un établissement dédié sur la commune de Torricella-Taverne. Le directeur du service pénitentiaire explique notamment que la création d'une structure spécifique et adaptée permettrait au canton de proposer du travail aux détenues - ce qui n'est pas possible au sein des structures mixtes existantes - et ainsi de respecter le cadre légal suisse et favoriser la réinsertion. Le Grand conseil tessinois valide l'étude du projet en 2019, ouvrant ainsi la porte à une réaffectation du secteur dédié aux femmes de la prison La Farera.

## Incidents et décès

### Décès au sein de la prison
En mars 2012, un détenu meurt dans sa cellule, probablement à la suite d'un suicide. En 2013, la prison enregistre également un suicide. Enfin, un homme de 67 est retrouvé mort dans sa cellule en 2017 après son suicide,.

### Incendies
Un incendie touche la prison en novembre 2017 à la suite d'un probable dysfonctionnement électrique dans un local technique,. Malgré le feu et le dégagement de fumées, aucun blessé n'est à déplorer.
Au cours de l'hiver 2018, un détenu de nationalité algérienne met le feu à son matelas,. Les secours et le personnel pénitentiaire parviennent à rapidement maîtriser le sinistre, faire évacuer l'étage touché (dégagement de fumées) et transporter le détenu à l'hôpital. Les autorités, qui redoutent les incendies de matelas depuis le décès de Skander Vogt au pénitencier de Bochuz en 2010, indiquent que le détenu souffre de blessures graves mais que son pronostic vital n'est pas engagé.

### Rapport d'organisme indépendant
- Rapport de visite de la Commission nationale de prévention de la torture (2011) (en italien) ; Prise de position du Conseil d'état du Canton du Tessin (en italien)